# Chuty
Sergio Castro Gisbert (Madrid, 12 de febrer de 1993), més conegut com a Chuty, és un raper espanyol conegut per les seues participacions en les batalles de freestyle. Destacant les seues victòries en batalles internacionals com God Level i Supremacia MC, aquesta última tres vegades, sent l'únic raper en conseguir-ho. Té 14 títols a nivell internacional.

## Biografia
Chuty va néixer el 12 de febrer de 1993 al barri de Entrevías, a Madrid. Va començar a fer rap als 14 anys i les seues primeres batalles es van donar en el 2007 en el Parque Tierno Galván, en Madrid.
Va guanyar el seu primer torneig important l'any 2011, la Gold Battle a nivell nacional celebrada en Barcelona.

### 2011
Aquest any va guanyar la Gold Battle, derrotant a 'El Negro' en la final, sent el seu primer torneig nacional important guanyat, Durant el torneig va tindre que derrotar a Dani, El Negro i Pinxo. Es va classificar després de quedar tercer en la regional de Madrid.
També va participar en el Urban Festival de Torrejón, proclamant-se campió després de guanyar a Paulon en la final.

### 2012
En 2012 va partipicar en el Hipnotik Festival a Barcelona, en aquest festival a més de les batalles de rap hi havien concerts de artistes com Swan Fyahbwoy o Mala Rodríguez. En aquest torneig va quedar en segona posició, perdent la final contra Kapo013, raper català.

### 2013
L'any 2013 va decidir apuntar-se a la tornada de la Red Bull Batalla, competició que portava anys sense celebrar-se a Espanya. En la regional celebrada a Madrid va guanyar en Octaus a Hidalgo, en quarts de final a Sergiete, en semifinals a Fisko i en la final a El Destro; proclamant-se així campió per primera vegada d'una regional de la Red Bull Batalla. La batalla contra Fisko va superar les 4 millions de reproduccions en YouTube.
Amb la victòria en la regional es va assegurar el lloc com a participant en la Final Nacional de la Red Bull Batalla celebrada en Sevilla. En aquesta competència va guanyar en octaus a Khan, en quarts de final a Kensuke, en semifinals a Babi Blackbull i en la final a Eude. Guanyant així el torneig en la seua primera participació i assegurant-se la participació en la Final Internacional de la Red Bull Batalla.
La Internacional es va celebrar en Argentina, aquesta va ser la primera vegada que Chuty participava en una competició a nivell internacional. Va perdre la semifinal contra Jony Beltrán després de guanyar a Doggy Fresh en quarts de final. Aquest torneig el va guanyar el raper argentí Dtoke.

### 2014 i 2015
Durant aquests anys va estar apartat de les batalles, participant només com a jurat en algunes d'elles o fent exhibicions.

### 2016
En aquest any va tornar a les batalles, participant una altra vegada en la Red Bull Batalla, començant per la regional disputada en Madrid en la qual va ixir guanyador, convertint-se en bicampió regional de Madrid. Com a vencedor de la regional de Madrid, va participar en la Final Nacional de Red Bull Batalla de Gallos celebrada a València. En aquesta edició va quedar subcampió després de perdre la final contra Skone, raper malagueny. Al quedar segon no tenia assegurada la classificació per a la Final Internacional que es va realitzar en Perú. A aquesta competència van anar els guanyadors de cadascuna de les Finals Nacionals de cada país participant, a més d'un dels subcampions, seleccionar per vot popular, aquest últim participant va ser Chuty. En la Final Internacional va tornar a ser eliminat per Jony Beltrán. Va quedar campió l'espanyol Skone.
Més tart en aquest mateix any va participar en la Big Bang Double AA, competició internacional disputada en Argentina, a on hi havien 28 participants locals, 3 chilens i Chuty com a únic representant espanyol. Va ixir vencedor, sent el primer títol internacional del raper, als seus 23 anys.

### 2017
En 2017 formà el grup Freenetiks, junt a Invert i Skone, dos excampions internacionals de la Red Bull Batalla. Va ixir campió nacional de Red Bull.